# Air Corsica
Pour les articles homonymes, voir CCM et Air (homonymie).
Air Corsica (code AITA : XK ; code OACI : CCM) est une compagnie aérienne française, dont le siège social et la base principale se situent à l'Aéroport d'Ajaccio Napoléon-Bonaparte. La compagnie a été fondée en 1989 (cf. paragraphe ci-dessous) pour faciliter l'accès à la Corse.

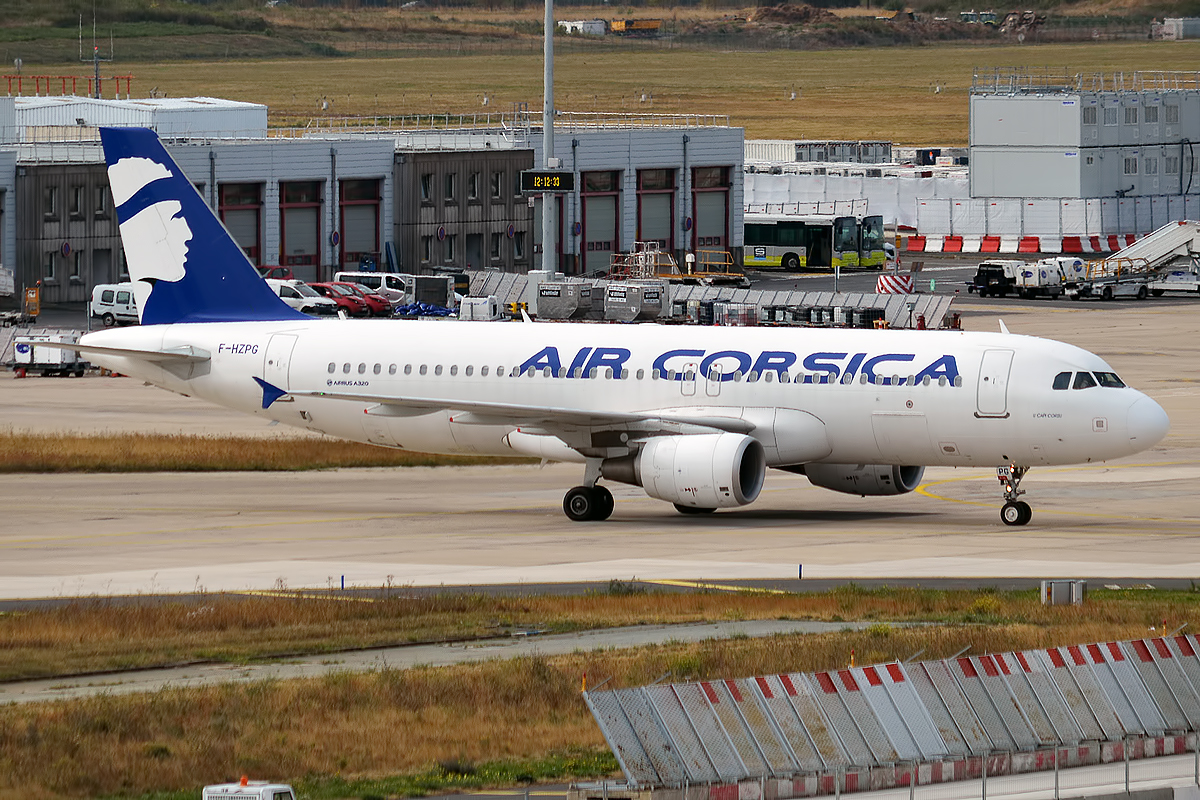
Un Airbus A320 d'Air Corsica, immatriculé F-HZPG

Elle s'est d'abord dénommée Compagnie Corse Méditerranée, puis CCM Airlines à partir de 2000, avant de devenir Air Corsica en octobre 2010. Elle est la deuxième compagnie aérienne française derrière le Groupe Air France en nombre de passagers transportés, depuis la disparition d'Aigle Azur.

## Histoire
La compagnie a été créée le 1er janvier 1989 par Pierre Philippe Ceccaldi pour améliorer les rotations de la Corse. Son premier vol est effectué en juin 1990 sous le nom de Compagnie Corse Méditerranée, elle portera ensuite le nom de CCM Airlines puis prendra le nom d'Air Corsica.
En décembre 2005, la compagnie change de structure juridique et se dote d'un directoire qui réduit l'influence des élus de l'Assemblée de Corse.
En octobre 2010, elle change son nom pour Air Corsica.
En 2018, Air Corsica est une Société Anonyme d’Économie Mixte au capital de 15 015 520 €  dont l’actionnaire majoritaire est la Collectivité de Corse et dont la gouvernance est assurée par un Conseil de Surveillance représentant les actionnaires et un Directoire chargé d’assurer la gestion quotidienne de l’entreprise.
En décembre 2019, avec la réception de son premier Airbus A320neo, Air Corsica devient le premier opérateur français de l'A320neo.
Le partenariat avec Air France a été développé et le réseau a été étendu. La compagnie est détenue par la Collectivité de Corse (66,84 %), Air France (13,19 %), Crédit agricole (5,19 %), MCM (4,67 %), Caisse des dépôts et consignations (3,27%), Chambres de Commerce Corse (2,33%), TAT S.A (2,88%), Autres (1,63%).[réf. souhaitée]
La compagnie partage avec Air France 66 millions d'euros annuels d'aides d'État en échange de vols réguliers vers le continent toute l'année.
La compagnie employait 675 personnes en mars 2018 et a transporté 1,85 million de passagers entre le 1er avril 2017 et le 31 mars 2018 (le nombre de passagers transportés en avion a , selon la compagnie, été supérieur à celui du maritime). Sur ce total, 46 % de tout le trafic annuel vers la Corse est assuré par Air Corsica et 15 % par Air France.
La compagnie est choisie par le Vatican pour effectuer le vol retour du Pape François (ainsi que de sa délégation et des journalistes accrédités) à la suite de son voyage officiel en Corse, à Ajaccio, le dimanche 15 décembre 2024. Le Pape a ainsi voyagé à bord de l'Airbus A320neo de la compagnie immatriculé F-HXKB ("I Sanguinari").

## Destinations

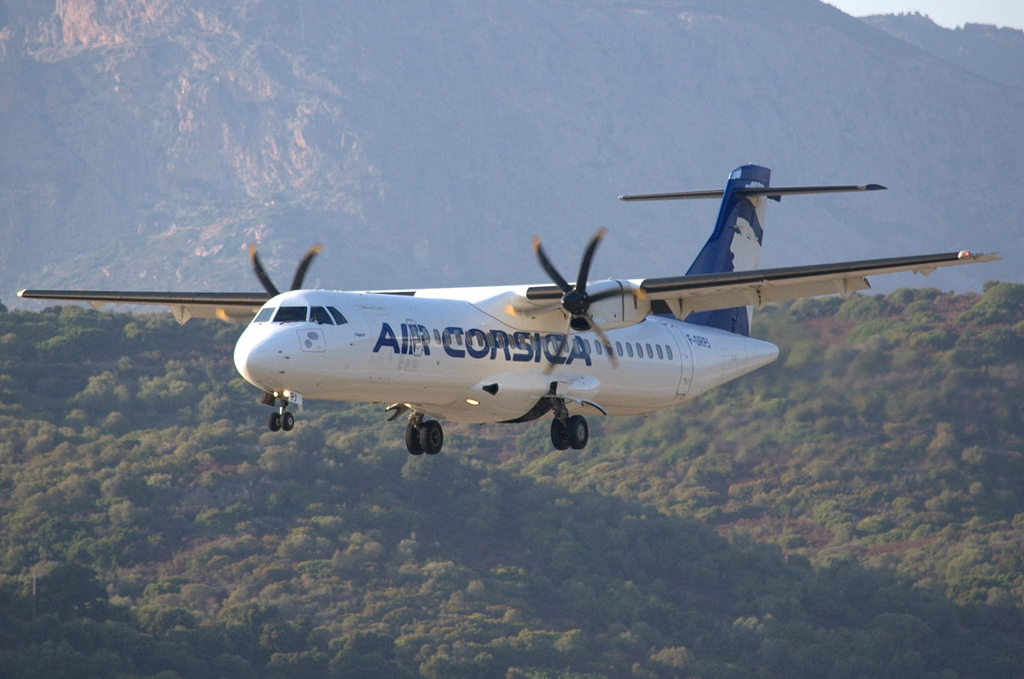
ATR 72-500 F-GRPJ d'Air Corsica à l’atterrissage.

Air Corsica assure la desserte de la Corse à partir de ses quatre points d’ancrage insulaires, à destination du continent et de plusieurs pays européens.
Son réseau s’organise à partir :
- des lignes dites de service public entre les aéroports corses (Ajaccio, Bastia, Calvi et Figari) et les aéroports de Marseille, Nice et Paris-Orly au moyen de liaisons quotidiennes
- des liaisons plusieurs fois par semaine entre l'aéroport d'Ajaccio et celui et Toulouse
- des liaisons plusieurs fois par semaine à destination de Lyon au départ de Bastia et Ajaccio
- des lignes saisonnières reliant certains aéroports de la Corse à destination de Clermont-Ferrand, Dole, Lyon, Toulouse, Nantes, Toulon
- des liaisons à destination de l’international : Charleroi-Bruxelles-Sud au départ d'Ajaccio et de Bastia[9](depuis mars 2017) mais aussi de Calvi (depuis 2018) et Figari (depuis 2022).À partir du printemps 2019, la compagnie propose des vols directs saisonniers à destination de Porto (d'avril à août). L'aéroport de Calvi Sainte-Catherine est relié à l'Autriche pendant la période estivale (Vienne & Salzburg). En 2023, Air Corsica met l'accent sur l'Italie avec des vols directs vers Rome-Fiumucino depuis Ajaccio et Bastia, et vers Milan-Linate depuis Figari et Calvi.

La compagnie est le seul exploitant des DSP (délégations de service public) sur les lignes Paris Orly-Figari et Paris Orly-Calvi opérées en Airbus A320 et sur les lignes Nice-Corse et Marseille-Corse.
A compter du 3 juin 2019, Air Corsica exploite la navette d'entreprise AIRBUS/EADS (réservée exclusivement aux personnels d'Airbus Industries) à raison de 9 vols par semaine en ATR 42-500 (acquis spécialement pour la navette à Czech Airlines, AT42-500 immatriculation OK-KFN devenu F-HAIB), entre Toulouse, Nantes et St-Nazaire. Depuis 2024, ces vols sont opérés en ATR 72-600, la compagnie en détenant désormais 7 en novembre 2024, ils sont basés à tour de rôle sur Toulouse à raison d'une semaine par ATR afin d'assurer la mission d'Airbus Industries. 

## Flotte

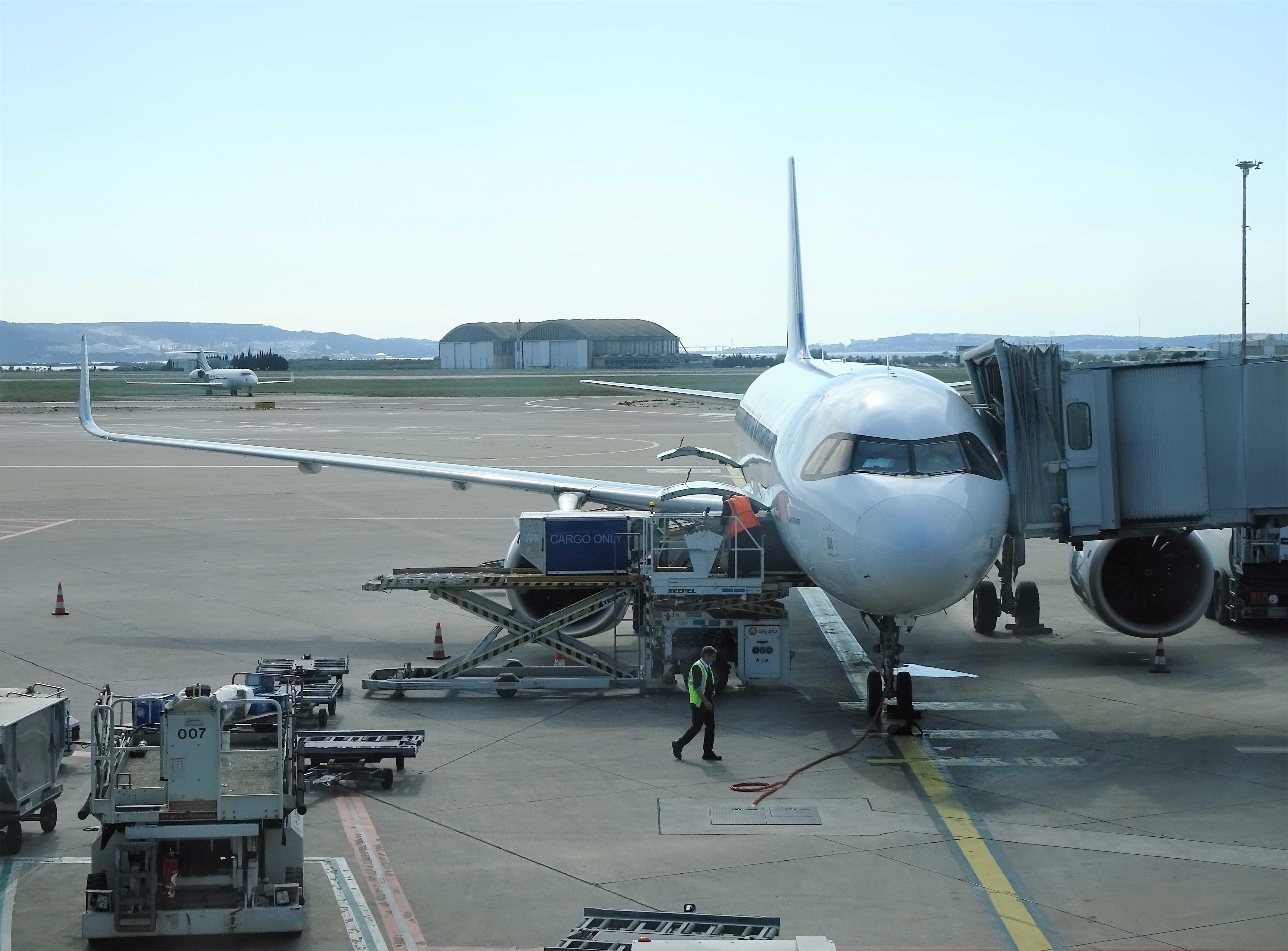
Un Airbus A320neo d'Air Corsica en escale à l'aéroport de Marseille Provence.

### Airbus A320(6)
- Air Corsica utilise deux versions de l'A320 :
  - 2 A320-216 de 180 passagers.
  - 4 A320-252N de 186 passagers.

| Immatriculation | Type      | Numéro de série | Entrée en flotte | Nom                     | Remarque                                          |
| --------------- | --------- | --------------- | ---------------- | ----------------------- | ------------------------------------------------- |
| F-HBSA          | A320-216  | 3882            | 14 octobre 2010  | A Scala Di Santa Regina | Casque sur les fenêtres du cockpit ajouté en 2021 |
| F-HBEV          | A320-216  | 3952            | 14 octobre 2010  | E Calanche Di Piana     | Casque sur les fenêtres du cockpit ajouté en 2021 |
| F-HXKB          | A320-252N | 9348            | 4 Décembre 2019  | I Sanguinari            | Livrée "Ambizione 2025"                           |
| F-HXKJ          | A320-252N | 9392            | 6 Décembre 2019  | U Capi Corsu            | Livrée "Ambizione 2025"                           |
| F-HXKF          | A320-252N | 11871           | 8 Février 2024   | I Forchi di Bavedda     | Livrée "Ambizione 2025"                           |
| F-HXKC          | A320-252N | 11831           | 19 Avril 2024    | Golfu Di Portu          | Livrée "Ambizione 2025"                           |

### ATR(8)

#### 7ATR 72-600: 72 Passagers.
| Immatriculation | Type | Numéro de série | Entrée en flotte | Nom                    | Remarque                |
| --------------- | ---- | --------------- | ---------------- | ---------------------- | ----------------------- |
| F-HXKZ          | AT76 | 1698            | 26 août 2024     | La Liaison             | Livrée "Ambizione 2025" |
| F-HXKX          | AT76 | 1690            | 3 mai 2024       | A Valle di a Restonica | Livrée "Ambizione 2025" |
| F-HXKY          | AT76 | 1665            | 26 mai 2023      | U Lioni di Roccapina   | Livrée "Ambizione 2025" |
| F-HXKU          | AT76 | 1664            | 28 avril 2023    | A riserva di Scandola  | Livrée "Ambizione 2025" |
| F-HXKI          | AT76 | 1651            | 4 janvier 2023   | L'Agriati              | Livrée "Ambizione 2025" |
| F-HXKA          | AT76 | 1648            | 29 novembre 2022 | A Paglia Orba          | Livrée "Ambizione 2025" |
| F-HXKE          | AT76 | 1650            | 28 mars 2023     | U Monte Cintu          | Livrée "Ambizione 2025" |

#### Et 1ATR 42-500: 48 Passagers.
Depuis le 3 juin 2019, Air Corsica assure la navette d'entreprise Airbus entre les sites de Toulouse, Nantes et Saint Nazaire. Pour l'occasion, la compagnie se dote d'un ATR 42, basé à Toulouse et spécialement réservé à la desserte de La Liaison.
| Immatriculation | Type | Numéro de série | Entrée en flotte | Nom        | Remarque                                                                                  |
| --------------- | ---- | --------------- | ---------------- | ---------- | ----------------------------------------------------------------------------------------- |
| F-HAIB          | AT45 | 637             | 24 mai 2019      | La Liaison | Maintenance longue durée à AJA, va bientôt quitter la flotte, remplacé par un ATR 72-600. |

## Flotte historique
Etant donné qu'Air Corsica modernise sa flotte rapidement, de nombreux avions ne font plus partie de la flotte. Les voici par ordre chronologique de sortie de la flotte:
| Immatriculation | Type | Numéro de série | Entrée en flotte | Sortie de flotte                                     | Nom                   |
| --------------- | ---- | --------------- | ---------------- | ---------------------------------------------------- | --------------------- |
| F-HDMF          | A320 | 4463            | 13 avril 2012    | avril 2014 (maintenant chez Condor sous D-AICR)      | I Sanguinari          |
| F-HDGK          | A320 | 4478            | 4 avril 2012     | avril 2014 (maintenant chez Condor sous D-AICS)      | U Capi Corsu          |
| F-HZPG          | A320 | 5906            | 18 décembre 2013 | octobre 2019 (maintenant chez Freebird sous TC-FHP)  | U Capi Corsu          |
| F-HZFM          | A320 | 5887            | 4 décembre 2013  | octobre 2019 (maintenant chez Air France)            | I Sanguinari          |
| F-GRPZ          | AT75 | 745             | 14 octobre 2010  | décembre 2022                                        | A Paglia Orba         |
| F-GRPY          | AT75 | 742             | 14 octobre 2010  | décembre 2022                                        | U Monte Cintu         |
| F-GRPJ          | AT75 | 722             | 14 octobre 2010  | février 2023 (maintenant chez Sprintair sous SP-SPQ) | L'Agriati             |
| F-GRPX          | AT75 | 734             | 14 octobre 2010  | avril 2023 (maintenant chez Solenta sous ZS-XZR)     | U Lioni di Roccapina  |
| F-GRPI          | AT75 | 724             | 25 mai 2015      | juin 2023 (maintenant chez Kangala Air sous XT-AMI)  | A riserva di Scandola |
| F-HZGS          | A320 | 1286            | 28 Juin 2018     | mars 2024                                            | I Forchi Di Bavedda   |
| F-HZDP          | A320 | 3325            | 31 Mars 2016     | avril 2024 (maintenant chez Volotea sous EC-OEH)     | Golfu di Portu        |

## Partenariats
Air Corsica est en partenariat avec Air France sur les lignes Corse-France, ainsi qu'avec ITA Airways sur les lignes entre la Corse et l'Italie (Naples, Rome et Venise). Air Corsica Voyages est la filiale voyagiste d'Air Corsica.

## Technologie
Depuis 2010 Air Corsica a externalisé son système de gestion des réservations et de l'inventaire et utilise depuis cette date le système Altéa de Amadeus.

## Logo

Évolutions des premiers logos de la compagnie CCM
Logo avant 2010
Logo entre 2010 et 2013.
Logo depuis 2013.
Logo de 2019 avec slogan "Tellement proche de vous".